# منتخب سلطنة عمان لكرة السلة
منتخب عمان لكرة السلة هو ممثل عمان الرسمي في المنافسات الدولية في كرة السلة. ينتمي إلى منطقة الاتحاد الآسيوي لكرة السلة. انضم إلى الاتحاد الدولي لكرة السلة في عام 1987.